# Kleine purperspreeuw
De kleine purperspreeuw (Aplonis minor) is een vogelsoort uit de familie Sturnidae.

## Verspreiding en leefgebied
Deze soort komt voor in Indonesië en de Filipijnen en telt twee ondersoorten:
- A. m. minor: van Celebes tot Java en de Kleine Soenda-eilanden.
- A. m. todayensis: Mindanao.